# 云南瑞香
云南瑞香（学名：Daphne yunnanensis），为瑞香科瑞香属下的一个植物种。种加词 yunnanensis 意为“云南的”。